# Khu Bexley của Luân Đôn
Khu Bexley của Luân Đôn (tiếng Anh: London Borough of Bexley) là một khu tự quản Luân Đôn nằm ở phía đông nam Đại Luân Đôn, là một phần của vùng Ngoại Luân Đôn. Nơi đây tiếp giáp với Khu Bromley của Luân Đôn về phía nam, Khu Greenwich của Luân Đôn về phía tây, băng qua sông Thames về phía bắc thì khu vực này tiếp giáp với Khu Havering của Luân Đôn, Khu Barking và Dagenham của Luân Đôn, ngoài ra còn tiếp một phần biên giới nhỏ với chính quyền nhất thể Thurrock về phía đông bắc, phía đông tiếp giáp khu tự quản Dartford thuộc hạt Kent, phía đông bắc có một phần rất nhỏ biên giới tiếp giáp với quận Sevenoaks của Kent.
Khu tự quản nằm trong vùng Thames Gateway.

## Địa điểm sinh đôi
- Évry, Pháp
- Arnsberg, Đức